# Bergener Moos
Das Naturschutzgebiet Bergener Moos liegt im Landkreis Traunstein in Oberbayern westlich von Weißachen, einem Ortsteil der Gemeinde Bergen.
Am südlichen Rand fließt der Krummbach, nördlich fließt die Weiße Achen und verläuft die A 8. Nordwestlich erstreckt sich das 245,5 ha große Naturschutzgebiet Sossauer Filz und Wildmoos.

## Bedeutung
Das 109,91 ha große Gebiet mit der Nr. NSG-00107.01 wurde im Jahr 1991 unter Naturschutz gestellt.